# Armorial des comitats de Hongrie
Pour un article plus général, voir Armorial de la Hongrie.
 (août 2024).
Si vous disposez d'ouvrages ou d'articles de référence ou si vous connaissez des sites web de qualité traitant du thème abordé ici, merci de compléter l'article en donnant les références utiles à sa vérifiabilité et en les liant à la section « Notes et références ».
Cette page donne les armoiries des comitats (en hongrois : megye) de Hongrie et des anciens comitats féodaux (en hongrois : vármegye) du Royaume de Hongrie.

## Armorial

### Comitats actuels

#### B
| Blason de Bács-Kiskun | Blason  | Inconnu.                                         |
| Blason de Bács-Kiskun | Détails | Le statut officiel du blason reste à déterminer. |

| Blason de Baranya | Blason  | Inconnu.                                         |
| Blason de Baranya | Détails | Le statut officiel du blason reste à déterminer. |

| Blason de Békés | Blason  | Inconnu.                                         |
| Blason de Békés | Détails | Le statut officiel du blason reste à déterminer. |

| Blason de Borsod-Abaúj-Zemplén | Blason  | Inconnu.                                         |
| Blason de Borsod-Abaúj-Zemplén | Détails | Le statut officiel du blason reste à déterminer. |

#### Cs
| Blason de Csongrád | Blason  | Inconnu.                                         |
| Blason de Csongrád | Détails | Le statut officiel du blason reste à déterminer. |

#### F
| Blason de Fejér | Blason  | Inconnu.                                         |
| Blason de Fejér | Détails | Le statut officiel du blason reste à déterminer. |

#### Gy
| Blason de Győr-Moson-Sopron | Blason  | Inconnu.                                         |
| Blason de Győr-Moson-Sopron | Détails | Le statut officiel du blason reste à déterminer. |

#### H
| Blason de Hajdú-Bihar | Blason  | Inconnu.                                         |
| Blason de Hajdú-Bihar | Détails | Le statut officiel du blason reste à déterminer. |

| Blason de Heves | Blason  | Inconnu.                                         |
| Blason de Heves | Détails | Le statut officiel du blason reste à déterminer. |

#### J
| Blason de Jász-Nagykun-Szolnok | Blason  | Inconnu.                                         |
| Blason de Jász-Nagykun-Szolnok | Détails | Le statut officiel du blason reste à déterminer. |

#### K
| Blason de Komárom-Esztergom | Blason  | Inconnu.                                         |
| Blason de Komárom-Esztergom | Détails | Le statut officiel du blason reste à déterminer. |

#### N
| Blason de Nógrád | Blason  | Inconnu.                                         |
| Blason de Nógrád | Détails | Le statut officiel du blason reste à déterminer. |

#### P
| Blason de Pest | Blason  | Inconnu.                                         |
| Blason de Pest | Détails | Le statut officiel du blason reste à déterminer. |

#### S-Sz
| Blason de Somogy | Blason  | Inconnu.                                         |
| Blason de Somogy | Détails | Le statut officiel du blason reste à déterminer. |

| Blason de Szabolcs-Szatmár-Bereg | Blason  | Inconnu.                                         |
| Blason de Szabolcs-Szatmár-Bereg | Détails | Le statut officiel du blason reste à déterminer. |

#### T
| Blason de Tolna | Blason  | Inconnu.                                         |
| Blason de Tolna | Détails | Le statut officiel du blason reste à déterminer. |

#### V
| Blason de Vas | Blason  | Inconnu.                                         |
| Blason de Vas | Détails | Le statut officiel du blason reste à déterminer. |

| Blason de Veszprém | Blason  | Inconnu.                                         |
| Blason de Veszprém | Détails | Le statut officiel du blason reste à déterminer. |

#### Z
| Blason de Zala | Blason  | Inconnu.                                         |
| Blason de Zala | Détails | Le statut officiel du blason reste à déterminer. |

### Anciens comitats

#### A-Á
| Blason de Abaúj-Torna | Blason  | Inconnu.                                         |
| Blason de Abaúj-Torna | Détails | Le statut officiel du blason reste à déterminer. |

| Blason de Alsó-Fehér | Blason  | Inconnu.                                         |
| Blason de Alsó-Fehér | Détails | Le statut officiel du blason reste à déterminer. |

| Blason de Arad | Blason  | Inconnu.                                         |
| Blason de Arad | Détails | Le statut officiel du blason reste à déterminer. |

| Blason de Árva | Blason  | Inconnu.                                         |
| Blason de Árva | Détails | Le statut officiel du blason reste à déterminer. |

#### B
| Blason de Bács-Bodrog | Blason  | Inconnu.                                         |
| Blason de Bács-Bodrog | Détails | Le statut officiel du blason reste à déterminer. |

| Blason de Baranya | Blason  | Inconnu.                                         |
| Blason de Baranya | Détails | Le statut officiel du blason reste à déterminer. |

| Blason de Bars | Blason  | Inconnu.                                         |
| Blason de Bars | Détails | Le statut officiel du blason reste à déterminer. |

| Blason de Békés | Blason  | Inconnu.                                         |
| Blason de Békés | Détails | Le statut officiel du blason reste à déterminer. |

| Blason de Bereg | Blason  | Inconnu.                                         |
| Blason de Bereg | Détails | Le statut officiel du blason reste à déterminer. |

| Blason de Beszterce-Naszód | Blason  | Inconnu.                                         |
| Blason de Beszterce-Naszód | Détails | Le statut officiel du blason reste à déterminer. |

| Blason de Bihar | Blason  | Inconnu.                                         |
| Blason de Bihar | Détails | Le statut officiel du blason reste à déterminer. |

| Blason de Borsod | Blason  | Inconnu.                                         |
| Blason de Borsod | Détails | Le statut officiel du blason reste à déterminer. |

| Blason de Brassó | Blason  | Inconnu.                                         |
| Blason de Brassó | Détails | Le statut officiel du blason reste à déterminer. |

#### Cs
| Blason de Csanád | Blason  | Inconnu.                                         |
| Blason de Csanád | Détails | Le statut officiel du blason reste à déterminer. |

| Blason de Csík | Blason  | Inconnu.                                         |
| Blason de Csík | Détails | Le statut officiel du blason reste à déterminer. |

| Blason de Csongrád | Blason  | Inconnu.                                         |
| Blason de Csongrád | Détails | Le statut officiel du blason reste à déterminer. |

#### E
| Blason de Esztergom | Blason  | Inconnu.                                         |
| Blason de Esztergom | Détails | Le statut officiel du blason reste à déterminer. |

#### F
| Blason de Fejér | Blason  | Inconnu.                                         |
| Blason de Fejér | Détails | Le statut officiel du blason reste à déterminer. |

| Blason de Fogaras | Blason  | Inconnu.                                         |
| Blason de Fogaras | Détails | Le statut officiel du blason reste à déterminer. |

#### G-Gy
| Blason de Gömör és Kis-Hont | Blason  | Inconnu.                                         |
| Blason de Gömör és Kis-Hont | Détails | Le statut officiel du blason reste à déterminer. |

| Blason de Győr | Blason  | Inconnu.                                         |
| Blason de Győr | Détails | Le statut officiel du blason reste à déterminer. |

#### H
| Blason de Hajdú | Blason  | Inconnu.                                         |
| Blason de Hajdú | Détails | Le statut officiel du blason reste à déterminer. |

| Blason de Háromszék | Blason  | Inconnu.                                         |
| Blason de Háromszék | Détails | Le statut officiel du blason reste à déterminer. |

| Blason de Heves | Blason  | Inconnu.                                         |
| Blason de Heves | Détails | Le statut officiel du blason reste à déterminer. |

| Blason de Hont | Blason  | Inconnu.                                         |
| Blason de Hont | Détails | Le statut officiel du blason reste à déterminer. |

| Blason de Hunyad | Blason  | Inconnu.                                         |
| Blason de Hunyad | Détails | Le statut officiel du blason reste à déterminer. |

#### J
| Blason de Jász-Nagykun-Külső-Szolnok | Blason  | Inconnu.                                         |
| Blason de Jász-Nagykun-Külső-Szolnok | Détails | Le statut officiel du blason reste à déterminer. |

#### K
| Blason de Kis-Küküllő | Blason  | Inconnu.                                         |
| Blason de Kis-Küküllő | Détails | Le statut officiel du blason reste à déterminer. |

| Blason de Kolozs | Blason  | Inconnu.                                         |
| Blason de Kolozs | Détails | Le statut officiel du blason reste à déterminer. |

| Blason de Komárom | Blason  | Inconnu.                                         |
| Blason de Komárom | Détails | Le statut officiel du blason reste à déterminer. |

| Blason de Krassó-Szörény | Blason  | Inconnu.                                         |
| Blason de Krassó-Szörény | Détails | Le statut officiel du blason reste à déterminer. |

#### L
| Blason de Liptó | Blason  | Inconnu.                                         |
| Blason de Liptó | Détails | Le statut officiel du blason reste à déterminer. |

#### M
| Blason de Máramaros | Blason  | Inconnu.                                         |
| Blason de Máramaros | Détails | Le statut officiel du blason reste à déterminer. |

| Blason de Maros-Torda | Blason  | Inconnu.                                         |
| Blason de Maros-Torda | Détails | Le statut officiel du blason reste à déterminer. |

| Blason de Moson | Blason  | Inconnu.                                         |
| Blason de Moson | Détails | Le statut officiel du blason reste à déterminer. |

#### N-Ny
| Blason de Nagy-Küküllő | Blason  | Inconnu.                                         |
| Blason de Nagy-Küküllő | Détails | Le statut officiel du blason reste à déterminer. |

| Blason de Nógrád | Blason  | Inconnu.                                         |
| Blason de Nógrád | Détails | Le statut officiel du blason reste à déterminer. |

| Blason de Nyitra | Blason  | Inconnu.                                         |
| Blason de Nyitra | Détails | Le statut officiel du blason reste à déterminer. |

#### P
| Blason de Pest-Pilis-Solt-Kiskun | Blason  | Inconnu.                                         |
| Blason de Pest-Pilis-Solt-Kiskun | Détails | Le statut officiel du blason reste à déterminer. |

| Blason de Pozsony | Blason  | Inconnu.                                         |
| Blason de Pozsony | Détails | Le statut officiel du blason reste à déterminer. |

#### S-Sz
| Blason de Sáros | Blason  | Inconnu.                                         |
| Blason de Sáros | Détails | Le statut officiel du blason reste à déterminer. |

| Blason de Somogy | Blason  | Inconnu.                                         |
| Blason de Somogy | Détails | Le statut officiel du blason reste à déterminer. |

| Blason de Sopron | Blason  | Inconnu.                                         |
| Blason de Sopron | Détails | Le statut officiel du blason reste à déterminer. |

| Blason de Szabolcs | Blason  | Inconnu.                                         |
| Blason de Szabolcs | Détails | Le statut officiel du blason reste à déterminer. |

| Blason de Szatmár | Blason  | Inconnu.                                         |
| Blason de Szatmár | Détails | Le statut officiel du blason reste à déterminer. |

| Blason de Szeben | Blason  | Inconnu.                                         |
| Blason de Szeben | Détails | Le statut officiel du blason reste à déterminer. |

| Blason de Szepes | Blason  | Inconnu.                                         |
| Blason de Szepes | Détails | Le statut officiel du blason reste à déterminer. |

| Blason de Szilágy | Blason  | Inconnu.                                         |
| Blason de Szilágy | Détails | Le statut officiel du blason reste à déterminer. |

| Blason de Szolnok-Doboka | Blason  | Inconnu.                                         |
| Blason de Szolnok-Doboka | Détails | Le statut officiel du blason reste à déterminer. |

#### T
| Blason de Temes | Blason  | Inconnu.                                         |
| Blason de Temes | Détails | Le statut officiel du blason reste à déterminer. |

| Blason de Tolna | Blason  | Inconnu.                                         |
| Blason de Tolna | Détails | Le statut officiel du blason reste à déterminer. |

| Blason de Torda-Aranyos | Blason  | Inconnu.                                         |
| Blason de Torda-Aranyos | Détails | Le statut officiel du blason reste à déterminer. |

| Blason de Torontál | Blason  | Inconnu.                                         |
| Blason de Torontál | Détails | Le statut officiel du blason reste à déterminer. |

| Blason de Trencsén | Blason  | Inconnu.                                         |
| Blason de Trencsén | Détails | Le statut officiel du blason reste à déterminer. |

| Blason de Turóc | Blason  | Inconnu.                                         |
| Blason de Turóc | Détails | Le statut officiel du blason reste à déterminer. |

#### U
| Blason de Udvarhely | Blason  | Inconnu.                                         |
| Blason de Udvarhely | Détails | Le statut officiel du blason reste à déterminer. |

| Blason de Ugocsa | Blason  | Inconnu.                                         |
| Blason de Ugocsa | Détails | Le statut officiel du blason reste à déterminer. |

| Blason de Ung | Blason  | Inconnu.                                         |
| Blason de Ung | Détails | Le statut officiel du blason reste à déterminer. |

#### V
| Blason de Vas | Blason  | Inconnu.                                         |
| Blason de Vas | Détails | Le statut officiel du blason reste à déterminer. |

| Blason de Veszprém | Blason  | Inconnu.                                         |
| Blason de Veszprém | Détails | Le statut officiel du blason reste à déterminer. |

#### Z
| Blason de Zala | Blason  | Inconnu.                                         |
| Blason de Zala | Détails | Le statut officiel du blason reste à déterminer. |

| Blason de Zemplén | Blason  | Inconnu.                                         |
| Blason de Zemplén | Détails | Le statut officiel du blason reste à déterminer. |

| Blason de Zólyom | Blason  | Inconnu.                                         |
| Blason de Zólyom | Détails | Le statut officiel du blason reste à déterminer. |

#### Fiume
| Blason de Fiume | Blason  | Inconnu.                                         |
| Blason de Fiume | Détails | Le statut officiel du blason reste à déterminer. |